# Constanza Albayay
Constanza Albayay Munizaga (Copiapó, 22 de julio de 1993) es una Rider de Sandboard chilena en las categorías Big Air, Bordercross y Slalom. Actualmente tiene un  título de doble campeona mundial de Sandboard 2022 en las categorías Slalom y Big Air logrado en el Campeonato mundial Baja Sandboard 10th.
Actualmente Albayay es intructora de Sandboard Certificada por International Sandboarding and Sandski Association (InterSands).

## Biografía
Albayay es nacida en Copiapó, región de Atacama, Chile. Titulada el 2021 de Ingeniera de Ejecución en Minas de la Universidad de Atacama y en el 2022 en Máster en Dirección y Coordinación de Emergencias y Protección Civil.
En diciembre del 2013 realizó un programa de intercambio de verano para universitarios en un resort de Sun Valley, Idaho, Estados Unidos. En la nieve de las montañas de Sun Valley aprendería Snowboard, deporte que practicaría hasta marzo del 2019 donde retornaría a 
El 2022 se presenta en  «Baja Sandboard» que tuvo lugar en Mexicali, México durante los días 5 y 6 de noviembre,  con la participación de los máximos exponentes que pudieron viajar, Constanza en dicho evento  se tituló Campeona  de Sandboard en tres categorías: Profesional Mixta en slalom; Big Air Pro y logra el menor tiempo en boardercross(fuera de competencia)
Luego de practicar 3 años de sandboard crea una escuela.

## Palmarés

### Medallero Nacional
| Año  | Lugar   | Evento                                      | Medalla           | Competición |
| ---- | ------- | ------------------------------------------- | ----------------- | ----------- |
| 2022 | Iquique | Campeonato Nacional "Copa dragón sandboard" | Medalla de oro    | Slalom Open |
| 2022 | Iquique | Campeonato Nacional "Copa dragón sandboard" | Medalla de plata  | Big Air     |
| 2022 | Iquique | Campeonato Nacional "Copa dragón sandboard" | Medalla de bronce | Open damas  |

### Medallero internacional
| Circuitos internacionales | Circuitos internacionales | Circuitos internacionales                            | Circuitos internacionales | Circuitos internacionales              |
| Año                       | Lugar                     | Evento                                               | Medalla                   | Competición                            |
| ------------------------- | ------------------------- | ---------------------------------------------------- | ------------------------- | -------------------------------------- |
| 2025                      | Alemania                  | European Sandboarding Championship - SANDSPIRIT 2025 | Medalla de oro            | Boardercross Femenino                  |
| 2022                      | México                    | Campeonato mundial Baja Sandboard 10th               | Medalla de oro            | Big Air Categoría Profesional Femenino |
| 2022                      | México                    | Campeonato mundial Baja Sandboard 10th               | Medalla de oro            | Slalom Categoría Profesional Mixto     |

### Distinciones personales
| Año  | Territorio | Distinción             | Evento                                         |
| ---- | ---------- | ---------------------- | ---------------------------------------------- |
| 2022 | Chile      | Mérito Deportivo       | Deportistas Destacados de Municipio de Copiapó |
| 2022 | México     | Récord al mejor tiempo | Campeonato Mixto en Boardercross 2022          |